# C-108 (航空機)
C-108 フライングフォートレス
暖気運転中のXC-108-BO
41-2593号機(B-17E-BO、1943年撮影)
- 用途：輸送機
- 分類：輸送機
- 製造者：

  - ボーイング社
  - ヴェガ・エアクラフト社
  - ライト・パターソン空軍基地
- 運用者： アメリカ陸軍航空軍
- 初飛行：1943年
- 生産数：4機
- 生産開始：1943年
- 運用開始：1943年
- 退役：1945年
- 運用状況：退役
- 原型機：B-17 フライングフォートレス

C-108 フライングフォートレス（Boeing C-108 Flying Fortress）はアメリカ陸軍の協力のもとボーイング社やロッキード傘下のヴェガ社がB-17から改装した輸送機。4機の試作がなされたのみである。

## 概要
B-17は大量生産された優秀な大型爆撃機であり、その派生型として計画された。第二次世界大戦中に4機がB-17よりC-108に改装され、試験運用されている。
B-17は、レシプロ4発の機体であり、主翼は低翼配置で、単垂直尾翼を有する。機体各所に銃座があり、防弾板が設置されていたが、輸送機化にあたっては、それらの一部または全部が取り外されている。
1943年から4機が改装・試作されたが、制式採用はなされず、新造・量産は行われなかった。B-17は、C-108以外にも改装され、VIP用の輸送任務等に用いられた機体がある。

## 各型
XC-108
ダグラス・マッカーサー用のVIP輸送機（バターン号）として、1943年にB-17E(シリアル 41-2593)より改装。防弾板を除去し、側面などの防御機銃を降ろし、機首と尾端のみに機銃を装備している。機内には、執務室や調理場が設けられ、窓も設置された。また、ステップ付の搭乗口に改装されている。
YC-108
XC-108と同等。B-17F(シリアル 42-6036)より改装。
XC-108A
1944年にB-17E(シリアル 41-2595)より改装。全武装および防弾板を降ろし、胴体後部左側面に貨物扉を設けたもの。インドからヒマラヤ山脈越えによる中華民国への物資輸送に用いられたものの、エンジン性能不足により、1944年末には用いられなくなった。
XC-108B
1944年にB-17F(シリアル 42-30190)より改装。全武装および防弾板を降ろし、燃料輸送目的に胴体内を大型燃料タンクとしたもの。XC-108Aと同様にインドからヒマラヤ山脈越えによる中華民国への物資輸送に用いられた。